# Мутасаррифат Єрусалиму
31°47′00″ пн. ш. 35°13′00″ сх. д. / 31.783333333333° пн. ш. 35.216666666667° сх. д.
Мутасаррифат Єрусалиму (Кудус) або Єрусалимський санджак (араб. متصرفية القدس الشريف‎) — адміністративно-територіальна одиниця Османської імперії. Існував у 1872—1917 роках з площею 12,486 км². Утворився з частини Дамаскського еялету (на теперішніх землях Ізраїлю, Єгипту, Йорданії та Палестинської держави).

## Історія
У 1840 році після того, як Велика Британія, Пруссія, Австрійська та Російська імперія допомогли Османській імперії повернути собі Сирію та Палестину у війні проти Єгипту, постало питання про становище християн та юдеїв на Близькому Сході. Того ж року британці домоглися у султанського уряду права над опіку над усім єврейським населенням Палестини, а також права юдеїв з британських володінь безперешкодно переселятися до цієї області.
У 1841 році таких само прав набула Франція, проте над католицьким населенням. Водночас остання стала вимагати повного контролю над Єрусалимом. Свої вимоги почала висувати Росія, оголосивши себе захисницею православних (зрештою це стало одним з приводів Кримської війни).
Задля зменшення напруги та збереження володінь у 1841 році санджак Єрусалим (турецькою Кудус) було виділено з еялету Дамаск й підпорядковано безпосередньо великому візиру. Спочатку до складу нового утворення додалися також санджаки Акка та Наблус. Нетривалий час планувалася утворити еялет Єрусалим (або Палестина). Проте османський уряд швидко від цього відмовився, приєднався Акку та Наблус до Сідонського еялету. У 1842 році надано право Прусії облаштовувати в Єрусалимі та інших містах мутасаррифату протестантські місії. У 1845 році частково задоволені вимоги Російської імперії.
Питання щодо законодавчого закріплення статусу мутасаррифату було відсунуто в бік в зв'язку з Кримською війною 1853—1856 років. У 1861 році вплив європейців посилився у Лівані та Сирії, що викликало загальне невдоволення мусульман. Тому рішення з наданням автономії Єрусалиму гальмувалося. Остаточно статус автономії Єрусалиму було закріплено лише у 1872 році.
Завданням мутасаррифату було забезпечення релігійних прав християн у святих місцях, що було зроблено на вимогу Великої Британії, Франції та Російської імперії. Іншим завданням було створити контрольовану територію, яка б створила захист Сирії від можливого вторгнення хедивів Єгипту (останні стали фактично незалежними). Після встановлення над Єгиптом влади Великої Британії завданням урядовців мутасаррифату було запобігання розширенню впливу останньої на Близький Схід.
З 1904 році починаються конфлікти між юдейськими та мусульманськими націоналістами, що тривали до початку Першої світової війни. У 1906 році Назаретська кази (округ) було доєднано до Єрусалимського мутасаррифату. У 1908 році після перемоги младотурецької революції виник план перетворення на вілайєт. Втім від нього відмовилися.
З початком Першої світової війни територія мутасаррифату перетворилася в один з важливих театрів бойових дій на Синайському та Палестинському фронті. Фактично в цей період владу на себе перебрали військові. У 1917 році після поразки османських військ територію було окуповано британською армією. В результаті цього діяльність османських установ припинилася. Згодом мутасаррифат став частиною мандатної території Палестина.

## Територія та населення
Мутасаррифат охоплював землі майже усієї Палестини, захоплював частину Синайського півострова, пустелю Негев, значну область за річкою Йордан, Аккабу з затокою.
У містах мешкали юдеї, османи, християни (греки, палестинці, європейці). Сільські райони переважно населяли араби. З 1870-х років здійснювалася політика заселення земель навколо Вифлеєма, Хеврона та Єрусалима арабами. Останні становили опору османської адміністрації.
Кількість населення за переписом 1885 року — 485 530 осіб (87 % становили мусульмани, 9,6 % — християни, 3,4 % — юдеї), а у 1914 році — 722 143 (83,4 % — мусульмани, 11,2 % — християни, 5,4 % — юдеї).

## Адміністрація
Мутасаррифат поділявся на 6 кази, які своєю чергою ділилися на нахії. Існувало кази Єрусалим (з 6 нахіями), Назарет, Газа (з 4 нахіями), Беер-Шева (з 3 нахіями), Хеврон (з 3 нахіями), Яффа (з 3 нахіями). Втім тривалий час Апеляційний суд у справах мешканців автономії розташовувався у Бейруті. Й лише у 1910 році його було переведено до Єрусалиму.

## Соціальні стани
Привілейованими шарами були османи, що обіймали адміністративні та військові посади, арабські шейхи та великі землевласники, що володіли від 40 до 100 тис. дунамами. У сільських громад до середини 1870-х років у власності перебували 60 % землі, 50 % становили безземельні селяни, 30 % відтоків селян перебувала у боргах. Поступово розмір маєтностей у великих землевласників лише зростала.
Водночас до початку Першої світової війни набули певного впливу купці-жиди, що також ставали великими землевласниками. З початку XX ст. також великими землевласниками стають бедуїнські шейхи, що до того вели кочовий спосіб життя.

## Економіка
Основу становило сільське господарство. Його розвитку сприяло впровадження нових технологій, які привнесли спочатку емігранти-юдеї. Згодом великі землевласники стали наймати європейських інженерів. Основою експорту були цитрусові й оливкова олія. Згодом мутассарифат став у великій кількості виробляти мило та вирощувати зернові культури. Головним портом стала Яффа. Дохід також приносили прочани (юдеї, мусульмани й християни).
Втім, імпорт перевищував експорт, оскільки завозилися непродовольчі товари, сільськогосподарські машини, механізми та різне устаткування, будівельні матеріали, побутові товари.

## Мутасаррифи
- Сурея Паша 1857—1863
- Іззет Паша 1864—1867
- Насіф Паша 1867—1869
- Каміль Паша 1869—1871
- Алі-бей 1871—1872
- Насіф Паша 1872—1873, вдруге
- Каміль Паша 1873—1875, вдруге
- Алі-бей 1874—1876, вдруге
- Фаїк-бей 1876—1877
- Шеріф Мехмед Рауф Паша 1877—1889
- Ресад Паша 1889—1890
- Ібрагім Хаккі Паша 1890—1897
- Мехмед Тевфрік-бірен 1897—1901
- Мехмед Кавіт-бей 1901—1902
- Осман Касим-бей 1902—1904
- Ахмед Решид-бей 1904—1906
- Алі Екрем Болайри 1906—1908
- Субхі-бей 1908—1909
- Назим-бей 1909—1910
- Азмі-бей 1910—1911
- Севард-бей 1911—1912
- Мухді-бей 1912
- Тахир Айреддін-бей 1912—1913
- Ахмед Макид-бей 1913—1915